# San Miguel (partido)
San Miguel (Partido de San Miguel) is een partido in de Argentijnse provincie Buenos Aires. Het bestuurlijke gebied telt 253.086 inwoners.

## Plaatsen in partido San Miguel
- Bella Vista
- Campo de Mayo
- Muñiz
- San Miguel
- Santa María